# غسات
غسات (به فرانسوی: Ghassate) یک کومون در مراکش است که در استان ورززات واقع شده‌است. غسات ۸٬۸۱۵ نفر جمعیت دارد.